# ناحیه تایرن، شهرستان آدامس، پنسیلوانیا
تایرن، شهرستان آدامس، پنسیلوانیا (به انگلیسی: Tyrone Township, Adams County, Pennsylvania) یک منطقهٔ مسکونی در ایالات متحده آمریکا است که در شهرستان آدامز واقع شده‌است.

## خصوصیات
تایرن ۵۵٫۹ کیلومترمربع مساحت و ۲٬۲۹۸ نفر جمعیت دارد.